# Са (фараон)
Са (также Хор Са или Гор Са) — предположительный фараон Раннего царства, вероятно, правивший в период II или III династии. Его существование, а также значение артефактов, истолкованных как подтверждение его существования, оспариваются.

## Свидетельства
Са известен по фрагментам сосудов с чёрными чернильными надписями с его именем. Они найдены в восточных галереях под пирамидой Джосера в Саккаре. Во всех случаях имя «Хор Са» не встречается внутри сереха, и его идентификация как Хорого имени оспаривается.
Имя «Хор Са» всегда сопровождается надписью Ḥwt-k3 Ḥrw-z3 («Дом Ка Хор Са»), регулярно встречается вместе с именами двух высокопоставленных чиновников Инихнум и Маа-апер-Мин, служивших в доме-Ка. Во время Раннего царства дом-Ка являлся предшественником храма умершего, места, где совершался культ для Ка умершего правителя. Ещё одна надпись Ḥwt-k3 Ḥrw-z3 найдена в 1980-х годах в Саккаре, в районе гробницы Майа и близко к Мерира-Меринейту. Майа и Мерира-Меринейт служили при дворе чиновниками в конце XVIII династии, кто повторно использовал гробницы II династии для себя, приблизительно через 1500 лет после смерти их первоначальных владельцев.

## Личность
Юрген фон Бекерат, Дитрих Вильдунг и Петер Каплони предположили, что «Са» является краткой формой хорова имени Санахта. Вольфганг Хельк отверг этот аргумент на том основании, что чернильные надписи из восточных галерей пирамидального комплекса Джосера датируются правлением Нинечера или чуть позже, в то время как Санахт правил в середине III династии. Кроме того, надписи, в которых упоминается «дом-Ка Хотепсехемуи», стилистически похожи на дом Хора Са, что относит его ко II династии, так как Хотепсехемуи был первым правителем этой династии. Таким образом, Хельк предположил, что Хор Са — это хорово имя другого правителя II династии Венега, чьё хорово имя неизвестно. Египтолог Йохем Каль оспорил эту гипотезу, соотнеся Венега с Ранебом. Каплони реконструировал хорово имя Венега из Каирского фрагмента Палермского камня как Венегсехемуи. В обоих случаях Хор Са не может быть хоровым именем Венега и не обозначает одного и того же фараона. Потому Каплони приравнял Хора Са к njswt-bity Wr-Za-Khnwm, «фараону Верхнего и Нижнего Египта, Версахнуму» и определил его царствование в 2 месяца и 23 дня в период междуцарствия Хасехемуи и Джосера. Гипотезу Каплони разрушило обнаружение глиняных печатей Джосера в гробнице Хасехемуи, указавших на преемственность первого власти второго. Хор Са тогда может быть хоровым именем Сенеда или другого фараона II династии, правившего в Мемфисе в неспокойное время после правления Нинечера. Однако египтологи (Жан-Филипп Люэр, Пьер Лаку и Илона Регульски) призывают к осторожности при чтении надписей. Знак птицы сверху дома-Ка также может изображать ласточку и читаться в таком случае как Wer-sa-hut-Ka («великая защита дома-Ка»). Илона Регульски предпочитает чтение как птицу Гора, хотя не видит в этом хорового имени фараона, и датирует надписи концом правления Хасехемуи.

## Гробница
Место захоронения Хора Са неизвестно. Набиль Свелим считает, что его гробница расположена в Гиср эль-Мудир на западе Саккары. Эта гипотеза не получила широкого признания, и Гиср эль-Мудир приписывался различным правителям II династии, включая Хасехемуи. Египтолог Йорис ван Ветеринг предположил, что гробница, использованная первосвященником Атона Мерирой-Меринейтом в северной Саккаре, изначально принадлежала Хору Са, поскольку в непосредственной близости от неё обнаружена надпись Ḥwt-k3 Ḥrw-z3.